# بولاتوولکاندورا
بولاتوولکاندورا (به لاتین: Bulatwelkandura) یک منطقهٔ مسکونی در سری‌لانکا است که در استان مرکزی واقع شده‌است.